# Mount Dewar
Mount Dewar är ett berg i Antarktis. Det ligger i Östantarktis. Storbritannien gör anspråk på området. Toppen på Mount Dewar är 1 600 meter över havet.
Terrängen runt Mount Dewar är kuperad norrut, men söderut är den platt. Trakten är obefolkad. Det finns inga samhällen i närheten.